# クレイトン郡 (ジョージア州)
クレイトン郡（クレイトンぐん、英: Clayton County）は、アメリカ合衆国ジョージア州の郡である。人口は29万7595人（2020年）。郡庁所在地はジョーンズボロであり、同郡で人口最大の都市はフォレストパークである。
クレイトン郡はアトランタ都市圏（正確にはアトランタ・サンディスプリングス・マリエッタ大都市統計地域）に属しており、その中核となる5郡の1つである。ハーツフィールド・ジャクソン・アトランタ国際空港の大半が郡内にある。

## 歴史
クレイトン郡は1858年に設立され、郡名は1832年から1835年までジョージア州選出アメリカ合衆国下院議員を務めたオーガスティン・スミス・クレイトン（1783年-1839年）に因んで名付けられた。

## 地理
アメリカ合衆国国勢調査局に拠れば、郡域全面積は144.28平方マイル (373.7 km2)であり、このうち陸地142.62平方マイル (369.4 km2)、水域は1.66平方マイル (4.3 km2)で水域率は1.15%である。

### 交通

#### 空港
- ハーツフィールド・ジャクソン・アトランタ国際空港
- タラ飛行場

#### 州間高速道路
- 州間高速道路75号線
- 州間高速道路85号線
- 州間高速道路285号線
- 州間高速道路675号線

#### アメリカ国道
- アメリカ国道19号線
- アメリカ国道23号線
- アメリカ国道29号線
- アメリカ国道41号線

#### ジョージア州道
- ジョージア州道3号線
- ジョージア州道3号線接続路
- ジョージア州道14号線
- ジョージア州道33号線
- ジョージア州道42号線
- ジョージア州道54号線
- ジョージア州道65号線
- ジョージア州道85号線
- ジョージア州道138号線
- ジョージア州道138号線支線
- ジョージア州道139号線
- ジョージア州道314号線
- ジョージア州道331号線
- ジョージア州道401号線
- ジョージア州道403号線
- ジョージア州道407号線
- ジョージア州道413号線

#### バス
郡内の大量輸送交通はC-TRANが運行しており、5本の定期バス路線があり、また補助的交通サービスも行っていた。2010年3月31日時点で運行予算の不足によりサービスを止めた。

#### 鉄道
ノーフォーク・サザン鉄道の路線を使って通勤電車を運行する計画があり、停車駅はフォレストパーク、モロー、ジョーンズボロが予定され、当初はラブジョイが終着駅になる。この線は最終的にメイコン市まで運行される予定である。既に連邦予算が付いているが、ジョージア州議会で何度か保留されてきている。
アトランタ・マルタの空港駅がかろうじて郡内に入っている。クレイトン郡からのバス便がフルトン郡のカレッジパーク駅とイーストポイント駅でマルタと接続している。マルタの委員会に委員を出している3郡の1つだが、その資金に必要な1%消費税加算を住民が認めないために、まだ路線は郡内に入っていない。

### 隣接する郡
- ディカーブ郡 - 北東
- ヘンリー郡 - 東
- スポルディング郡 - 南
- ファイエット郡 - 南西
- フルトン郡 - 北西

## 人口動態
以下は2000年国勢調査による人口統計データである。
| 基礎データ - 人口: 236,517人 - 世帯数: 82,243 世帯 - 家族数: 59,214 家族 - 人口密度: 640人/km2（1,658人/mi2） - 住居数: 86,461軒 - 住居密度: 234軒/km2（606軒/mi2） 人種別人口構成 - 白人: 37.94% - アフリカン・アメリカン: 51.55% - ネイティブ・アメリカン: 0.32% - アジア人: 4.49% - 太平洋諸島系: 0.07% - その他の人種: 3.55% - 混血: 2.08% - ヒスパニック・ラテン系: 7.50% 年齢別人口構成 - 18歳未満: 30.0% - 18-24歳: 10.4% - 25-44歳: 35.4% - 45-64歳: 18.4% - 65歳以上: 5.9% - 年齢の中央値: 30歳 - 性比（女性100人あたり男性の人口） - 総人口: 94.5 - 18歳以上: 90.9 | 世帯と家族（対世帯数） - 18歳未満の子供がいる: 40.7% - 結婚・同居している夫婦: 45.7% - 未婚・離婚・死別女性が世帯主: 20.3% - 非家族世帯: 28.0% - 単身世帯: 21.8% - 65歳以上の老人1人暮らし: 3.6% - 平均構成人数 - 世帯: 2.84人 - 家族: 3.30人 収入と家計 - 収入の中央値 - 世帯: 42,967米ドル - 家族: 46,782米ドル - 性別 - 男性: 32,118米ドル - 女性: 26,926米ドル - 人口1人あたり収入: 18,079米ドル - 貧困線以下 - 対人口: 10.1% - 対家族数: 8.2% - 18歳未満: 13.2% - 65歳以上: 8.9% |

20世紀最後の4分の1で、郡人口の人種構成比に大きな変化があった。1980年の人口は150,357人であり、91%が白人、9%が少数民族だったが、2006年には人口271,240人で、20%が白人、80%が少数民族になっていた。これら少数民族集団の多くは、その入ってきた時期をほぼ同じくして建設されたクレイトン郡住宅計画の建物に住んだ。これら住宅の周りでは犯罪件数が驚くほど増加した。この犯罪率故に建物の多くが再開発されてきており、その住人は郊外に住むための保証を与えられ、ホワイト・フライトの好例になった。

## 都市と町
- ジョーンズボロ - 郡庁所在地
- フォレストパーク
- カレッジパーク（部分）
- レイクシティ
- ラブジョイ
- モロー
- リバーデール

### 未編入の町
- レックス
- コンリー
- エレンウッド
- アイアンデール
- ボナンザ
- レイクスパイビー
- クレイトンパンハンドル
- オールドディキシー
- マウンテンビュー
- フリントウッズ
- フリントリバー地区
- レイクハービン
- オールドサウス
- ボタニーウッズ
- バレーヒル
- アロウヘッド地区
- ノースジョーンズボロ

## 犯罪と取り締まり
2007年3月20日、クレイトン郡は初の黒人警察署長にジェフリー・E・ターナーを指名し、ターナーは郡内の犯罪を減らすことを約束した。クレイトン郡委員会は2009年12月に、命令不服従、未組織の証拠保管室、警官に対するセクハラの苦情を適切に処理しなかったこと、市民を死なせることになった数回の高速追跡劇、138件の使途不明武器など様々な罪状でターナーの解雇を決めた。住民がターナーを支援するために集まったが、委員会はターナーをアカデミーの部門長に配置転換することを決めた。

## 経済
1990年代、バリュージェット航空が、郡内北部ハーツフィールド・ジャクソン・アトランタ国際空港に近い未編入領域に本社を置いていた。

## 大衆文化の中で
マーガレット・ミッチェルが1936年に著した小説『風と共に去りぬ』と、1939年に映画化された『風と共に去りぬ (映画)』は、架空のプランテーションであるタラを含めクレイトン郡が舞台である。郡内を南北に貫く幹線道タラ・ブールバードはこのプランテーションに因む命名であり、アメリカ国道41号線とジョージア州道3号線に付けられた。一般用途空港であるタラ飛行場も同様な命名であり、元はヘンリー郡空港と呼ばれ、隣のヘンリー郡に入っている。
小説『レット・バトラー』と『スカーレット』さらに同名のテレビ番組もクレイトン郡を舞台にした。『レット・バトラーの人々』は『風と共に去りぬ』の前編、後編、および手引き書である。『スカーレット』は『風と共に去りぬ』の後日談であり、短期間だがクレイトン郡が舞台になっている。小説の中で述べられているトウェルブオークス・プランテーションなどの地名もクレイトン郡周辺にある。
映画トランザム7000 の一部はクレイトン郡のジョーンズボロで撮影された。この場面はアーカンソー州が舞台とされているが、ジョージ・ブランフォード保安官の背後にある「ウィロウベンド」の看板がクレイトン郡のものである。多くの道路や映画の中の町テクサーカナは、実際にはジョーンズボロのものである。
トリニダード・ジェイムズはその歌『All Gold Everything』のミュージックビデオをクレイトン郡で撮影した。

## 教育
クレイトン郡公共教育システムはジョージア州で5番目に大きな教育学区である。2008年8月28日、この学区は認証を外され、「機能不全」と宣告された。
この地区の児童生徒数は51,237人、学校は63校ある。現在の監督官の下にビジョンと使命の宣言など戦略的計画がある。ジョージア州教育省が優れた学校に認定する小学校22校、中学校5校がある。これは教育改善指標の継続年数に基づいている。

### 特殊学校とプログラム
ラブジョイ高校は地区の国際バカロレア・プログラムを行っている。国際バカロレア学位プログラムは学術的に挑戦的でバランスの取れた教育プログラムとして考案され、最終試験で学生は大学レベル以上の成功に備えることになる。
クレイトン郡公共教育システムには2つのチャータースクールがある。ユニドス・デュアルランゲージはジョージア州で初の二カ国語学校であり、言語教育に優秀さのモデルになっている。ユニドスは幼稚園前から6年生までの児童を教えている。もう1つのチャータースクールはエリート・スコラーズ・アカデミーであり、6年生から10年生を教えており、2014年には12年生まで拡張される。この学校は年間カレンダーで運営されている。この地区の生徒は誰でも入学できる。選抜は抽選によっている。
郡内には数学と科学のマグネットスクールがあり、ジャクソン小学校とマウントザイオン高校には美術のマグネット学科がある。入学は申請に基づき、面接もある。

### 賞を受けた教師
マウントザイオン高校の教師シェキマ・シルベリが、2011年年間ナショナル・ミルケン教育者に指名された。これはミルケン家財団から全国的に優れた教師に与えられるものであり、賞金は25,000米ドルである。

### 再認証
児童生徒数5万人規模の教育学区としてクレイトン郡教育システムが認証を失ったのは1969年以来のことになった。南部カレッジ・学校協会が2008年8月28日に教育学区の認証を取り消した。1960年以降2つめのことになった。クレイトン郡教育委員会に対して、大陪審が犯罪起訴の可能性を調査し検討した。問題は教育委員会が教育システムの欠陥を無視し、競争入札に関する規則に違背するという不正行為を犯したかということだった。
教育委員会の委員長エリカ・デイビスが陳述最中の2008年4月2日に辞任を発表した。クレイトン郡郡政委員会の議長エルドリン・ベルが、教育委員会委員全員の辞任を要求した。
議論と警官に市民を沈めるようにさせる命令が出た中で、クレイトン郡教育委員会は4月26日に新しく暫定監督官を雇用した。この新任監督官は南部カレッジ・学校協会の定める資格基準を満たさないという事実があるにも拘わらず、実行された。
2009年5月1日、クレイトン郡公共教育システムは南部カレッジ・学校協会から再認証された。

### 高等教育機関
クレイトン州立大学がモロー市にある。